# Eudoro Pamplona Corte-Real
Eudoro Martins Pamplona Moniz de Sá Corte-Real (Santa Cruz (Praia da Vitória), 8 de agosto de 1915 — Lisboa, 27 de julho de 1999) foi um magistrado judicial que, entre outras funções de relevo, foi juiz conselheiro do Supremo Tribunal Administrativo e Provedor de Justiça (1981 a 1985).

## Biografia
Licenciou-se em Direito pela Faculdade de Direito da Universidade de Lisboa e frequentou o Curso Superior de Medicina Legal.
Foi delegado do Procurador da República (1941), juiz de Direito, juiz auditor do Tribunal Militar de Moçambique (1954), juiz desembargador colocado na Secção de Contencioso Administrativo para o Ultramar do Conselho Ultramarino e, ainda, juiz conselheiro do Supremo Tribunal Administrativo, na Secção de Contencioso Administrativo (1962 a 1978).
Foi chefe de gabinete de Manuel Maria Sarmento Rodrigues quando este foi Ministro do Ultramar, chefe da Repartição de Justiça do Ministério do Ultramar, secretário-geral do Estado Português da Índia (1958 a 1960) e Inspetor Superior de Justiça do Ultramar (1960).
Exerceu a profissão de advogado (1978 a 1981) e foi presidente da Comissão de Estudo do Projeto do Código Administrativo Gracioso e membro da Comissão de Reforma Judiciária do Ministério da Justiça. Foi também conselheiro de Estado (1981 a 1985) e vogal do Conselho Superior da Magistratura (1986 a 1992).
Desempenhou as funções de provedor do cliente da Companhia de Seguros Império e de provedor arbitral do Metropolitano de Lisboa.
Foi eleito pela Assembleia da República para o cargo de Provedor de Justiça em 3 de fevereiro de 1981, exercendo as funções até 1985.